# Wiesen (Bavière)
Pour les articles homonymes, voir Wiesen.
Wiesen est une commune allemande de Bavière, située dans l'arrondissement d'Aschaffenbourg et le district de Basse-Franconie.

## Géographie

Situation de Wiesen (en rouge) dans la communauté d'administration (en violet) et dans l'arrondissement d'Aschaffenbourg

Wiesen est située dans l'Aubachtal, au cœur du massif du Spessart, à la limite avec l'arrondissement de Main-Spessart et avec le land de Hesse (arrondissement de Main-Kinzig), à 24 km au nord-est d'Aschaffenbourg.
La commune, composée du seul village de Wiesen, fait partie de la communauté d'administration de Schöllkrippen.
Communes limitrophes : Wiesen est pratiquement totalement entourée par la zone non-incorporée de la forêt de Wiesen (Wiesener Forst d'une superficie de 20,19 km2), sauf dans sa partie orientale où son territoire est contigu de celui de Wiesthal, dans l'arrondissement voisin du Main-Spessart.

## Histoire
La première mention écrite du village date de 1339. Bien que faisant partie des domaines de l'Électorat de Mayence, le village fut l'objet de rivalités entre l'archevêque de Mayence et les comtes de Rieneck. Le château de chasse situé dans le centre du village a acquis son apparence actuelle en 1597. L'église voisine St Jacques date de 1724.
Le village a rejoint le royaume de Bavière en 1814. Il a été érigé en commune en 1818 et il a alors été intégré à l'arrondissement de Lohr am Main jusqu'à la disparition de celui-ci en 1972.

## Démographie
| 1840 | 1871 | 1900 | 1910 | 1925 | 1933 | 1939 | 1950  | 1961  |
| ---- | ---- | ---- | ---- | ---- | ---- | ---- | ----- | ----- |
| 916  | 896  | 880  | 940  | 995  | 976  | 941  | 1 049 | 1 005 |

| 1970  | 1987  | 2000  | 2003  | 2009  | - | - | - | - |
| ----- | ----- | ----- | ----- | ----- | - | - | - | - |
| 1 053 | 1 050 | 1 152 | 1 115 | 1 065 | - | - | - | - |